# Annie Bentoiu
Annie Bentoiu (n. 1 mai 1927 – d. 21 decembrie 2015) a fost o poetă, scriitoare și traducătoare, autoarea cunoscutelor volume de memorii din perioada instaurării comunismului în România adunate sub titlul Timpul ce ni s-a dat. Tată ei a fost medic român, iar mama, elvețiană.A fost soția compozitorului Pascal Bentoiu și mama sopranei Ioana Bentoiu.
Prin Decretul nr.439 din 6 noiembrie 2000 îi este conferită medalia comemorativă  "150 de ani de la nașterea lui Mihai Eminescu" de către Președintele României, pentru promovarea operei eminesciene în plan universal.

## Lucrări în română
- Strada Mare, roman, București, E. P. L., 1969, sub pseudonimul Adriana Vlad
- Timpul ce ni s-a dat, vol. 1, editura Vitruviu, 2000; ed. a II-a Editura Humanitas 2007
- Timpul ce ni s-a dat, vol. 2, editura Vitruviu, 2006.[8]

## Lucrări în franceză
- Poèmes I/II, Lausanne, Les Editions de l'Aire, 1989
- Dix méditations sur une rose, Lausanne, Les Editions de l'Aire, 1989
- Phrases pour la vie quotidienne, Lausanne, Les Editions de l'Aire, 1990, versiune română de Irina Eliade, Fraze pentru viața de zi cu zi, Ed. Cartea Românească, 1998
- Voyage en Moldavie, Vevey, Les Editions de l'Aire, 2001
- Une liberté désenchantée. Carnets 1992-1993. Postface de Doris Jakubec, Editions de l'Aire, 2008

## Traduceri din română
- Mihai Eminescu, Poeme alese, trad. de Annie Bentoiu, Alain Bosquet si Jean-Louis Courriol, Bucuresti, Editura Grai si Suflet - Cultura Nationala, 1999
- Petre Ispirescu, Contes roumains, București, Editura Minerva, 1979
- Anthologie de la poésie populaire roumaine (în colaborare), Editura Minerva, 1979
- Tudor Arghezi, Cinquante poèmes, Editura Minerva, 1981
- Récits insolites de Mihai Eminescu à Ana Blandiana,  Editura Minerva, 1983
- Mihai Eminescu, Trente poèmes, Vevey, Les Editions de l'Aire, 1994
- Mihai Eminescu, Cinquante poèmes, Editura Vitruviu, 2000
- Gellu Naum, L'autre côtè, (în colaborare), Editura Cartea Românească, 1991
- Ileana Mălăncioiu, A travers la zone interdite, Editura Eminescu, 1984
- Pascal Bentoiu, L'image et le sens, Editura Muzicală, 1979
- Adrian Marino, Littératures roumaines - littératures occidentales, București, 1982

## Traduceri din franceză
- Margarita Wallmann, Pridvoarele cerului, București, Editura Muzicală, 1979, (sub pseudonimul Adriana Vlad)
- Guy de Pourtalès, Berlioz si Europa romantica, Editura Muzicala, 2001

## Citate
"Poate ar trebui să ne mulțumim, în motivarea poziției anticomuniste, cu două observații simple, elementare: această ideologie utilizează sistematic, pe plan intelectual, minciuna, iar pe plan afectiv, ura și invidia. Așadar în ceea ce privește cele două funcții esențiale ale psihicului omenesc - intelectul și afectivitatea - ea se situează în opoziție cu valorile centrale ale fiecăruia: adevărul și dragostea. Iar aceasta ar putea fi de ajuns" (Annie Bentoiu, Timpul ce ni s-a dat, vol. 1, ed. Vitruviu, 2000, p. 265)
„Înțelegeam, vedeam cu ochii că în partid liantul cel mai puternic era frica, și asta a fost pentru mine o descoperire esențială. O frică a cărei intensitate sporea o dată cu răspunderile asumate. Noul stat mi se prezenta ca o piramidă de funcții în care fiecare tremura, cel mai speriat fiind cel ce ajunsese cel mai sus. Poate că tocmai frica îl silea pe acela să devină tot mai dur și pînă la urmă tot mai crud, susținîndu-i sistematic pe cei mai duri, mai cruzi și deci mai puternici. La o asemenea constatare nu mă așteptasem deloc" (Annie Bentoiu, Timpul ce ni s-a dat, vol. 2, ed. Vitruviu, 2006, p. 371)
„Una dintre multele trăsături de caracter pe care românii le-au pierdut în ultima jumătate de secol e facultatea de a se indigna. Atîta vreme a fost periculoasă orice reacție spontană, încât până la urmă au învățat să și-o înăbușe. Însăși mulțimea de tragedii individuale a făcut ca ele să pară suportabile celor care n-au fost personal atinși" (Annie Bentoiu, Timpul ce ni s-a dat, vol. 2, ed. Vitruviu, 2006, p. 105)

## Distincții
- Ordinul național „Pentru Merit” în grad de Cavaler (1 decembrie 2000) „pentru realizări artistice remarcabile și pentru promovarea culturii, de Ziua Națională a României”[9]